# Warner Park Sports Complex
Warner Park Sporting Complex é uma instalação atlética em Basseterre, São Cristóvão e Neves. Inclui o Warner Park Stadium, que foi um dos anfitriões da Copa do Mundo de Críquete de 2007. É nomeado por Thomas Warner, o explorador que estabeleceu a primeira colônia inglesa em São Cristóvão.
O segmento oriental contém o campo de cricket, pavilhão, centro de mídia e assentos para 4.000, o que pode ser aumentado com stands temporários para 10.000 para grandes eventos. O estádio foi financiado em grande parte por Taiwan, com doações no valor de US$ 2,74 milhões. O projeto total custou US$12 milhões, metade para o estádio de cricket e metade para as instalações de futebol.
O segmento ocidental contém o estádio de futebol, com capacidade para 3.500. Na seção norte do parque, existem três quadras de tênis, três quadras de netball/voleibol, a Len Harris Cricket Academy e uma pequena savana aberta, Carnival City, usada principalmente para hospedagem de eventos de carnaval.